# 龍之忍者
《龍之忍者》（英語：Ninja in the dragon's den），是1982年上映的一部香港動作電影，為導演元奎執導的首部電影，由李元霸及真田廣之領銜主演。電影講述了日本忍者玄武越洋來華尋找殺父仇人的故事。本片獲提名第2屆香港電影金像獎最佳武術指導。

## 角色
| 演員           | 角色         | 備註                           |
| 李元霸         | 孫靖         | 出身富家的武術好手             |
| 真田廣之       | 玄武         | 日本忍者                       |
| 黃正利         | 茅山法師     |                                |
| 田中浩         | 福伯／富可達 | 鏡子工匠，曾為日本忍者         |
| 權永文         |              | 追殺玄武日本忍者               |
| 太保           |              | 孫靖的家僕                     |
| 吳家驤         |              |                                |
| 津島要         | 金福         | 玄武之妻                       |
| 田豐           |              |                                |
| 馬金谷         |              |                                |
| 魏平澳         |              | 太保所扮演角色的父親，藥房老闆 |
| 彭剛           |              |                                |
| 金龍           |              |                                |
| 李海興         |              |                                |
| 陳金海         |              |                                |
| 張宗貴         |              |                                |
| 王耀           |              |                                |
| 何興南         |              |                                |
| 染野行雄       |              |                                |
| 呂雲保         |              |                                |
| 李在榮         |              |                                |
| Park Yang-Geun |              |                                |
| Kim Byeong-Gyu |              |                                |
| 武浩           |              |                                |
| 鍾瑞福         |              |                                |
| 孫壽山         |              |                                |

## 獎項
| 年份 | 頒獎典禮            | 獎項         | 獲提名     | 結果 |
| ---- | ------------------- | ------------ | ---------- | ---- |
| 1983 | 第2屆香港電影金像獎 | 最佳武術指導 | 元奎、孟海 | 提名 |